# José Pons
José Pons Pons (Gerona, c. 1768 – Valencia, 12 de agosto de 1818) fue un compositor y maestro de capilla español, músico del clasicismo español.

## Vida
Nació alrededor de 1768 en Gerona. Entre 1780 y 1784 fue infante del coro de la Catedral de Gerona, formándose musicalmente bajo las directrices de Jaime Balius y Manuel Gonima.
En 1789 es mencionado como «músico de Madrid». Hacia 1790 viajó a Córdoba para trabajar como ayudante de Balius, que había sido nombrado maestro de capilla de la Catedral. En 1786, con sólo dieciséis años, compuso una misa sobre la antífona Ecce Sacerdos Magnus, todavía durante su estancia en la Catedral de Córdoba, donde se conserva una copia.
Posteriormente estuvo unos años opositando sin éxito a varios magisterios castellanos, como Tuy, Salamanca, Cartagena, Alcalá de Henares y la Capilla Real de la Soledad en Madrid.
Pero con la marcha de Arquimbau de Gerona a Sevilla en 1791, el magisterio de la Catedral de Gerona quedaba vacante. Así, un año después de trasladarse a Córdoba, el 22 de enero de 1791, Pons consiguió el cargo de maestro de la capilla de la Catedral de Gerona, cargo que ocuparía por solo dos años.
En 1793 se presentó a las oposiciones para ocupar el magisterio de la Catedral de Valencia, que fueron muy reñidas. Rafael Anglés, el organista de la metropolitana de Valencia, quien se encargó de elegir los ejercicios que debían pasar los participantes. Consistió en la composición de un himno dedicado a Santo Tomás de Vilanova, en un plazo de veinte días. Pons ganó el examen, conservando el cargo hasta el día de su muerte, el 2 de agosto de 1818 en Valencia.
José Melchor Gomis (1791-1836) fue alumno suyo.

## Obra
Teniendo en cuenta las obras que se conservan en el archivo la catedral de Valencia, obtenemos del compositor una producción artística bastante variada de la que destacamos las siguientes composiciones: 3 misas, 6 lamentos de Semana Santa, 1 motete, 8 responsorios de Navidad, 11 misereres, 4 salmos, 2 Te deum, 90 obras locales (villancicos en su mayoría) y 8 obras orquestales con una fuerte influencia italiana. Estas 8 obras fueron consideradas para un uso eclesiástico, aunque en opinión de Mitjana tenían un dramatismo demasiado exagerado, alejado de la tradición clásica de dicha capilla. Solían estar estructuradas en dos movimientos enlazados, el primero de los cuales podía funcionar como una introducción y no tener relación con lo que precede. Están construidas como oberturas sin respetar las convenciones clásicas.
De muchas de estas partituras se conservan copias repartidas por diferentes archivos, sobre todo de Cataluña, donde Pons tuvo mucha influencia y peso, mayoritariamente por su repertorio vocal, aunque  su obra musical se basa principalmente en composiciones instrumentales para uso eclesiástico. Como en muchas catedrales de España, en Valencia durante las fiestas más importantes, después de la misa solemne se organizaban unos conciertos llamados «siestas». En los archivos se han encontrado muchas obras que se interpretaban en estos eventos musicales, sobre todo de Haydn y su alumno Pleyel, junto a las de Pons.
El repertorio de Pons se centra sobre todo en sus sinfonías y oberturas. Su catalogación fue comenzada por Joan Trillo y José López-Calo. Esta clasificación no sigue un orden cronológico. Más adelante Josep Dolcet ha dado continuidad a este trabajo de organizar el repertorio de Pons.

#### Sinfonía n.º 1 en sol mayor (oriental)
Orquestación: 2 flautas, 2 oboes, 2 fagotes, 2 trompas y cuerda. Compuesta en Valencia en las primeras décadas del XIX. El primer movimiento, andantino maestoso, comienza con una introducción lenta, que no se separa el siguiente movimiento. El segundo movimiento, allegro, presto, es de carácter ligero, con una cierta similitud con la ópera italiana de Rossini (influencia italiana), compositor muy popular en la península en esa época. Los temas se van repitiendo con pinceladas de la introducción, terminando con alegría.

#### Sinfonía n.º 9 en si bemol mayor
Orquestación: editada para una instrumentación de banda. Un único movimiento con la estructura típica de una obertura italiana. Los temas se van repitiendo, organizada en distintas secciones.

#### Sinfonía n.º 10 en la mayor
Orquestación: flauta, 2 oboes, fagot, 2 trompas y cuerda. Se encuentra en la Biblioteca Municipal de Madrid, en los fondos del antiguo Teatro de la Cruz. Lo que la hace especial es su característico solo para trompa con un nivel de dificultad notable. Es una obra que se encuentra entre un repertorio compuesto por otras aberturas del mismo autor, Haydn, Mozart, Pleyel, Rosetti, etc. Esta sinfonía será la primera vez que se encuentra en archivos procedentes de teatros, demostrando así que aparte del uso religioso de estas obras instrumentales, también sonaba en salas de conciertos o como preludios en obras dramáticas de principios del XIX.